# Detlef Landeck
Detlef Landeck (* 24. März 1964 in Kierspe) ist ein deutscher Jazzposaunist und Musikpädagoge.

## Leben und Wirken
Landeck studierte von 1986 bis 1992 Lehramt an der Gesamthochschule Kassel in den Fächern Musikerziehung und Germanistik; weiter absolvierte er 1996 den Jazzstudiengang an der Hochschule für Musik und Theater Hannover im Hauptfach Posaune. Er spielte zunächst im LandesjugendJazzOrchester Hessen, dann im Mörfiye New Jazz Sextett und in German Marstatts Blow Up, in den Gruppen von Ekkehard Jost sowie Wollie Kaiser und der NDR Bigband. Auch trat er im Hannover Jazzorchester mit Albert Mangelsdorff auf und spielt mit Herbert Hellhund, Matthias Schubert, Bardo Henning, Detlev Beier und Heinz Lichius in der Gruppe Hannover Calling. Er ist Mitbegründer des Trios Out-Point und auch als Theatermusiker am Staatstheater Kassel aktiv. 
Daneben arbeitete er als Veranstalter für das Hessische Jazzpodium, das Jazzfest Kassel und verschiedene lokale Jazzreihen; ferner war er als Juror und Lehrer an verschiedenen Musikschulen tätig. Ab 1990 wirkte er als Dozent bei diversen Workshops in Nordhessen und Niedersachsen und gründete im selben Jahr den Förderverein Kasseler Jazzmusik, dessen Vorsitzender er bis 2000 war.  Zwischen 1995 und 2002 leitete er die Bigband Jazz oder Nie, um dann als Lehrer an der Musikschule Werra-Meissner zu arbeiten. Seit 2007 ist er Leiter der Uni-Big-Band Göttingen XY JazZ und seit 2008 im Jazzbeirat des Landesmusikrat Hessen.

## Preise und Auszeichnungen
Mit dem LandesjugendJazzOrchester Hessen erhielt er für das Album Kicks and Sticks 1990 den „Preis der Deutschen Schallplatten Kritik“. 1994 wurde er mit dem „Kasseler Kulturförderpreis“ für die künstlerischen Leistungen als herausragender Posaunist des  zeitgenössischen Jazz sowie für seine  außerordentlichen Verdienste um die Entwicklung der Kasseler und Hessischen Jazzszene gewürdigt. Mit dem Salsa-Orchester Havana war er 1999 Preisträger des Jazzpodium Niedersachsen; 2000 erhielt er den Niedersächsischen Förderpreis mit dem Jazzorchester Niedersachsen, 2004 den Kulturförderpreis der Stadt Kassel mit der Bigband Jazz oder Nie. Für seine künstlerischen Leistungen als Posaunist und seine Verdienste um den Jazz in Hessen wurde er 2008 mit dem Hessischen Jazzpreis ausgezeichnet.

## Diskographische Hinweise
- Ekkehard Jost Weimarer Balladen (mit Friederike Nicklaus, Manfred Becker, Dieter Glawischnig, Herbert Hellhund, Wollie Kaiser, Uli Orth, Martin Pfleiderer, Gerd Stein, Dieter Manderscheid, Joe Bonica 1991)
- Ekkehard Jost & Chromatic Alarm Wintertango (mit Reiner Winterschladen, Dieter Manderscheid, Joe Bonnica, 1997)
- Ekkehard Jost Ensemble Cantos de libertad (mit Reiner Winterschladen, Eugenio Colombo, Wollie Kaiser, Gerd Stein, Dieter Glawischnig, Dieter Manderscheid, Joe Bonica, Marta de la Vega, 2006)
- Hans Tammen & Third Eye Orchestra Live at Roulette (mit Mari Kimura, Mark Feldman, Stephanie Griffin, Tomas Ulrich, Briggan Krauss, Marty Ehrlich, Robert Dick, Dafna Naphtali, Ursel Schlicht, Denman Maroney, Stomu Takeishi, Satoshi Takeishi, 2006)
- Landeck / Grau / Bonica Guerilla Jazz (JazzHausMusik, 2021)